# Carl Lewis
Willian Frederick Carlton 'Carl' Lewis Embaixador(a) da boa vontade da FAO (Birmingham, 1 de julho de 1961), é um ex-atleta dos Estados Unidos que ganhou dez medalhas olímpicas, nove das quais de ouro, e dez medalhas nos campeonatos mundiais de atletismo, oito das quais de ouro, em uma carreira que se estendeu de 1979, quando ele alcançou uma posição na classificação mundial, até 1996, quando ele ganhou seu último título olímpico e subsequentemente retirou-se das pistas. Em 2012, foi imortalizado no Hall da Fama do atletismo, criado no mesmo ano como parte das celebrações pelo centenário da IAAF.
Ao lado do dinamarquês Paul Elvstrøm (Vela), do americano Al Oerter (Lançamento de disco), do americano Michael Phelps (natação), e do britânico Ben Ainslie (Vela), são os únicos tetracampeões olímpicos de uma prova individual em quatro edições consecutivas.

## Biografia
Lewis foi um velocista que liderou o ranking mundial nos 100 e 200 metros rasos, e eventos de salto em distância de 1981 ao início de 1990. Foi nomeado Atleta do Ano pela Track and Field News em 1982, 1983 e 1984. Estabeleceu recordes mundiais nos 100m, 4 por 100 metros, e 4 por 200 metros. Suas 65 vitórias no salto em distância, durante 10 anos consecutivos, são um dos maiores períodos de invencibilidade do atletismo mundial.
Carl Lewis foi recordista mundial dos 100 metros entre 1987 e 1994 (somente tendo perdido o recorde para Leroy Burrell entre junho e agosto de 1991).
Numa prova histórica do salto em distância contra Mike Powell em Tóquio, no Campeonato Mundial de Atletismo de 1991,  chegou a saltar a marca de 8,91m, que não valeria como recorde mundial apenas por causa do vento acima de 2,0 m/s (logo depois deste salto, Mike Powell bateu o recorde mundial com 8,95 m). Ainda assim, Carl Lewis detém até hoje a 3ª melhor marca da história da prova, 8,87 m.
As realizações de sua vida renderam-lhe inúmeros prêmios, sendo inclusive eleito o "Esportista do Século" pelo Comitê Olímpico Internacional e nomeado "Olympian of the Century" pela revista esportiva americana Sports Illustrated.
Em 2009, foi nomeado embaixador da FAO - Organização das Nações Unidas para a Agricultura e a Alimentação ligada a ONU.

### Controvérsia e Caso de Doping
Em 2003, o jornal "The Orange County Register" noticiou que Carl Lewis não poderia ter disputado os Jogos de Seul 1988, por ter sido flagrado no exame antidoping feito numa seletiva dois meses antes. Seu exame apontou um estimulante achado em antigripais, proibido pelo Comitê Olímpico Internacional. O jornal publicou uma carta em que Lewis recebeu só uma advertência do Comitê Olímpico dos Estados Unidos (USOC). O caso, normalmente, seria passível de cancelamento da marca obtida pelo atleta e julgamento para suspensão. O vencedor da prova dos 100 metros rasos, o canadense Ben Johnson, já havia sido pego no teste antidoping, com a medalha indo para Carl Lewis. Documentos divulgados por um diretor de Controle Antidoping do USOC entre 1991 e 2000, reforçaram suspeitas de que o Comitê encobriu mais de 100 casos de doping em dez anos. Nas eliminatórias para Seul, a entidade teria ocultado testes positivos de Joe DeLoach e Andre Phillips.